# Jaroslav Cuhra mladší
Jaroslav Cuhra (3. července 1936, Praha – 29. června 2024) byl český a československý disident, signatář Charty 77, politik za Křesťanskou a demokratickou unii - Československou stranu lidovou a poslanec Sněmovny národů a Sněmovny lidu Federálního shromáždění po sametové revoluci.

## Biografie
Jeho otcem byl architekt, člen 2. odboje a významný lidovecký politik Jaroslav Cuhra (1904–1974), po roce 1948 pronásledovaný a vězněný komunistickým režimem.
Jaroslav Cuhra mladší se narodil v Praze na Malé Straně. V letech 1948–1950 krátce studoval na jezuitské koleji v Bohosudově. Pak po provedení Akce K byla škola zrušena a kvůli perzekuci rodiny se vyučil zedníkem. Později vystudoval Střední průmyslovou školu stavební v Plzni. Zde poznal svou manželku. V roce 1955 byl poprvé vyslýchán Státní bezpečností a přemlouván ke spolupráci. Díky kontaktům svého otce se dostal na ČVUT Praha. Byl ovšem nucen z denního studia přejít na večerní. Po skončení školy se oženil a přestěhoval do Plzně. Pracoval v podnicích Agroprojekt, Stavoprojekt, Škoda a SUDOP jako projektant. Pro politickou minulost své rodiny ale nemohl aspirovat na vyšší funkce. V roce 1968 se angažoval ve skupině Mladí lidovci, která se během pražského jara snažila o aktivizaci strany. Za normalizace byl disidentem a signatářem Charty 77 a podepsal petici Několik vět. 28. října 1988 byl v rámci zátahu StB proti plzeňskému disentu zatčen a držen ve věznici v Ostrově-Vykmanově po několik dní.
Profesně je k roku 1990 uváděn jako vedoucí projektant, bytem Plzeň.
Po roce 1989 se podílel na obnově ČSL v demokratických poměrech. V září 1990 kandidoval na sjezdu ČSL na jejího předsedu. V rámci své kandidatury nastínil koncepci ČSL jako strany inspirované západoevropskými vzory, schopné oslovit širokou vrstvu populace. Nakonec byl ovšem zvolen Josef Lux.
V lednu 1990 zasedl v rámci procesu kooptací do Federálního shromáždění po sametové revoluci do české části Sněmovny národů (volební obvod č. 23 – Plzeň, Západočeský kraj) jako poslanec za ČSL. Mandát obhájil za KDU-ČSL ve volbách roku 1990. Ve volbách roku 1992 byl zvolen za KDU-ČSL do Sněmovny lidu. Ve Federálním shromáždění setrval do zániku Československa v prosinci 1992. V parlamentních volbách v roce 1996 neúspěšně kandidoval za ODA.
Po vzniku samostatné České republiky působil v 90. letech po cca tři roky jako prezidiální šéf na ministerstvu obrany. Kvůli nesouhlasu se směřováním politiky se ale z veřejného života stáhl. Byl členem Konfederace politických vězňů České republiky a dlouholetým předsedou její krajské pobočky v Plzni.
Zemřel v sobotu 29. června 2024 ve věku 87 let.